# 白人盎格魯-撒克遜新教徒

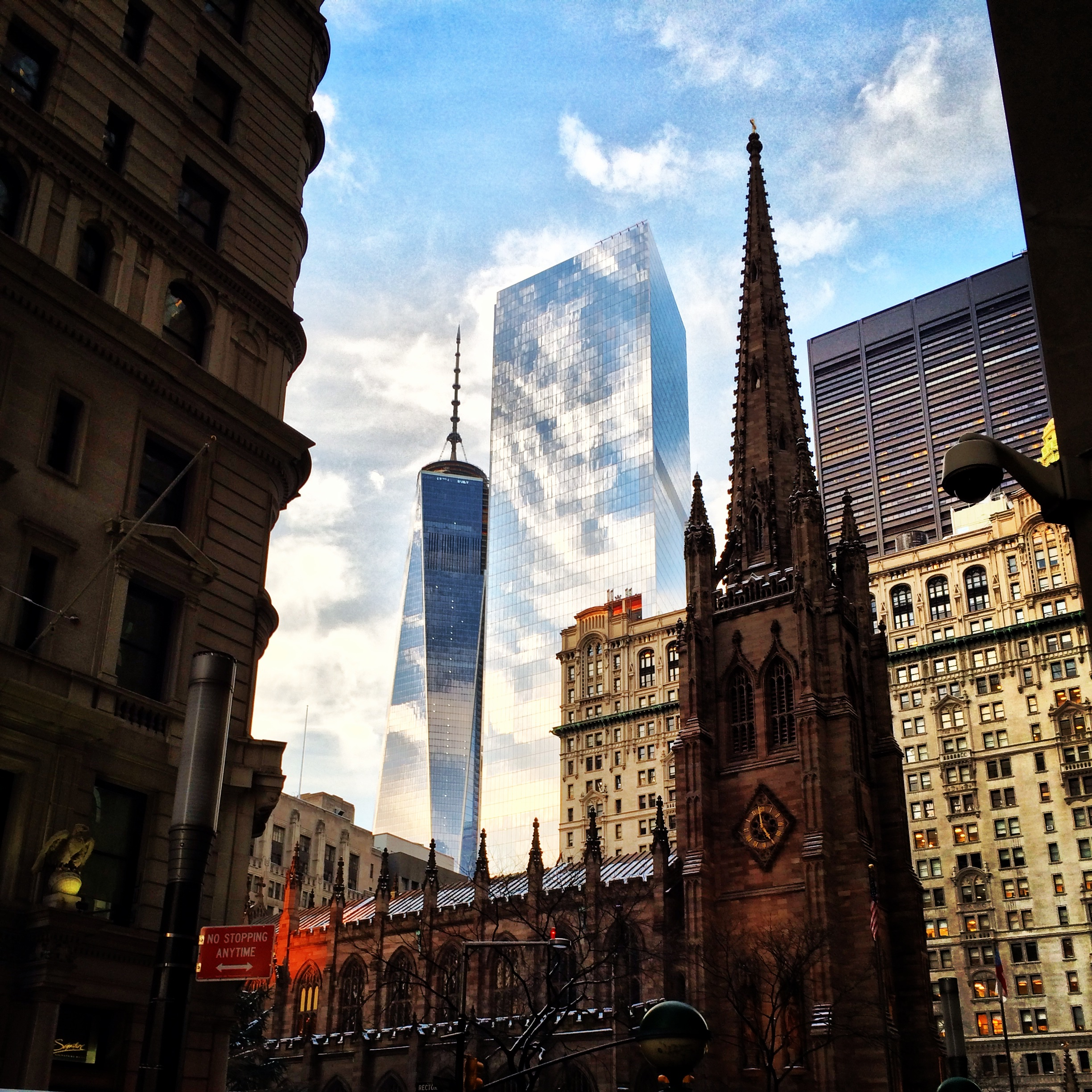
位於曼哈頓靠近华尔街古老而著名的三一教堂被視為體現美國白人盎格魯-撒克遜新教文化的象徵

白人盎格魯-撒克遜新教徒（White Anglo-Saxon Protestant，简称WASP，音譯華斯普），或稱白人凱爾特與日耳曼新教徒（White Celtic and Germanic Protestant），本義是指美國當權的英语系精英群體及其主流文化、習俗和道德行為標準，現在可以泛指信奉基督新教、母语为英文的歐裔美國人，此群體擁有龐大的經濟、政治勢力，構成美國上流社會和中上階層的絕大部分。儘管美國社會日益多元化，但他們的文化、道德觀和價值取向仍在很大程度上影響著美國的發展。

## 名詞起源
歷史上，“盎格魯撒克遜”（Anglo-Saxon，AS）在1066年之前不列颠原住民凱爾特人的語言就已經提及，特別是諾曼征服後諾曼第人對英格蘭的影響甚鉅。「AS」自十九世紀以來在英語世界中被使用，在1950年代增加了“W”和“P”，形成了一個詼諧的名詞，表示“易怒”，在俚語中，WASP意味著一個容易被激怒和冒犯的人。
1957年政治學家安德魯·哈克（Andrew Hacker）提出了第一次公開提及「WASP」這一句術語，這說明「WASP」已經被美國社會學家用作通用術語，儘管“W”代表“Wealthy”（富有）而不是“White”（白人） -  他們是“WASPs”，使用在社會學家派對中的黑話或行話。「W」代表“Wealthy”應該是正確的詞源，因為“白人”一詞是個贅詞，盎格魯撒克遜人本來就是白人，所以這個詞指的是富者較有道理。另外一方面，若“W”代表“White”（白人），被譏為「白色垃圾」的下層貧困白人也是「WASP」。
「WASP」的原義是指美國的上流社會新教基督徒，即美國獨立前來自英國（尤其是英格蘭和蘇格蘭）的移民，這些人屬於基督新教中的長老會、公理會、衛理會和美國聖公會等教派。現在這個詞也出現在其他一些有過相同殖民歷史的英語國家中，如澳大利亞。「WASP」也就是說，他們富有，是盎格魯撒克遜人，且信奉基督新教（其中有不成比例的聖公會教徒）。對於「WASP」的定義取向，有些學者認為，應該加上居住在美國東海岸或舊金山附近的居民，從小被安排就讀學費昂貴的私立貴族高中或寄宿學校，隨後並接受常春藤聯盟、史丹佛、普渡、杜克、柏克萊等超級明星大學教育，並同時能繼承豐厚的遺產。

## 當代用法
這個詞在1964年出版的書《新教當權者：美國的貴族和社會等級》中被賓夕法尼亞大學教授波茨爾（E. Digby Baltzell）推廣，他本人就出身「WASP」。社會學家波茨爾強調了這個集團的封閉性或種姓特徵。波茨爾使用這個詞後，便逐漸在美國社會傳播開來（其實此詞是另一位學者首創的）。現在的WASP詞義比當初創建時涵蓋的內容要廣泛得多。今日所有講英語的歐裔新教徒都能稱作WASP，即使不是盎格魯人、撒克遜人等後裔也可以。不過猶太人、天主教基督徒和東正教基督徒則不包括在內。
這個用法其實陳腐且不嚴謹，因為美國新教徒擁有錯綜複雜的血統，分散在很多教派中。新教徒的祖先可以來自英格蘭、蘇格蘭、威爾士、康沃爾、愛爾蘭、德國、荷蘭、丹麥、斯堪的那維亞，宗教方面，可以是英國的聖公宗、法國與瑞士的胡格諾派、蘇格蘭長老會、德意志的信義宗（路德宗）、衛理公會、公理會、荷蘭改革宗、貴格會、浸信會、福音派甚至摩門教等等。
美國東海岸可以經常聽到「WASP」這個詞，一般用來與最初的殖民者比較，和後來的歐洲移民，如愛爾蘭裔天主教基督徒、猶太人、意大利裔和其他「少數白人民族(東歐)」等。
美國南方則不同，因為南北戰爭後遷至此地的移民相對很少，所以WASP這個詞也就不常聽到。路易斯安那州南方和佛羅里達州南部是例外，因為法國和拉美移民者佔大多數。除這些地方外，美國南方的白人則大部分都是不列顛群島人的後裔。不過由於歷史矛盾等原因，居住在維吉尼亞州、南、北卡羅萊那州海岸的英格蘭人後裔和居住在高地的蘇格蘭人與愛爾蘭人後裔之間也在語言、文化上有很大不同。
美國西部則經常用「Anglo」（盎格魯）這個詞形容非拉美裔的歐裔英語使用者，所以這個詞也就比WASP範圍要更廣一些。英裔美國人和其他族群之間的區別並沒有像在東海岸那麼明顯。

## 起初的WASP
最早的WASP精英階層自從19世紀早期起便牢牢佔據著美國的上流社會。子女從私立中學直接升入常春藤盟校，學習上流社會的習俗、禮儀、舉止，與其他名門望族建立關係，掌控著美國的財經、文化和政治等重大領域。族內通婚防止遺產外流；馬球、遊艇等是有錢、有閒階層的獨有娛樂方式。《社會名流錄》等手冊記錄著上流社會家族之間錯綜複雜的關係網。他們流連於相同的私人俱樂部，去相同的教堂，居住在一起（費城的Main Line和波士頓的Back Bay富人區是最明顯的兩個例子），一切都和暴發戶嚴格區分開來。隨時間推移，這些人也逐漸在美國中西部和西部定居，開始分散至全國。
而後來遷至美國的移民者並不富裕，和上流社會也沒什麼聯繫，所以在宗教、文化等各個方面與最開始的WASP相去甚遠。這些人成立了獨立的政治、經濟、學術機構團體來與上流社會抗衡，削弱了原來精英手中的權勢和財富。不過直到二戰後，老上流社會的聲勢才開始顯著下滑。《士兵權利法案》規定貧困移民的孩子也可以接受高等教育；公民權立法宣佈工作場所的各種歧視為非法。美國戰後1945年至1964年的繁榮期帶來大量的財富和機會，規模龐大的中產階級興起。儘管如此，舊有的WASP階層仍然在美國文化、政治和經濟界精英中擁有極大的勢力。
WASP族群在今天的美國社會依舊隨處可見。這些人依然處於中上階級以上，家境富庶，出沒於上流社會，子女仍然在明星中學和常春藤聯盟的大學學習；如今主要聚居在新英格蘭和東北部地區。不過因為移民的關係，這些地區的人口現在是以天主教為主，再也不是WASP的主宰地帶，而且常春藤盟校也開始避免過分地招收WASP學生。在美國中西部地區，雖然主要居民是來自東北部、賓夕法尼亞州、維吉尼亞州等先鋒的後裔，而且大多數人信奉新教，但這個詞並不適用。在南方這個詞要常用一些，不過因為南方主要是福音派，和北方的WASP在教育和文化價值觀上有分歧，所以這個詞在南方的含義和在東海岸並不一樣。總而言之，美國新教徒的主要聚居地在今日已經轉移到了中西部和南部，隨著這些地區勢力逐漸擴大，他們所代表的形象和文化風貌與原來東海岸的WASP已經大相逕庭。
按血統來劃分的話，WASP在美國仍然是多數族群（用宗教派別劃分並不一定準確，因為今日東海岸的很多精英白人已經轉而成為「不可知論者」甚至是「無神論者」）。因此，WASP所代表的這個階級或人群通常地位不俗，有錢有勢，於是也成為美國其他種族反感、厭惡的對象。

## 蘊義和典型化形象
此詞本身含義重復，因為盎格魯撒克遜人就是白人，White（白）是沒有必要的，不過，小寫的“wasp”又是“黃蜂”的意思，會給人一種討厭蜇人的感覺。曾有一段時間人們用“ASP”來替代，既省略了累贅的部分（W），又保留了和有毒生物的聯繫（“asp”是角蝰，一種毒蛇）。此詞經常用作貶義，用來打趣、嘲諷這類白人在歷史上盛行的種族主義、排外主義、反猶太主義、反天主教和文化種族優越感心態。
有人說，在今日的美國，WASP群體是唯一能夠讓大家隨便嘲笑又不會激發嚴重抗議的族群。一說到WASP，人們通常就會聯想起一些典型的形象，如古板、貪婪、自私、傲慢、勢利、冷漠、工作狂、無感動、拜金主义等等。另一方，有的美國人倒很樂意稱自己為WASP，不過總是帶有一種負罪感（另一個特點）。因為這個詞中的“白”是根據膚色來評判的，所以一般認為是種族歧視辭彙，不過迄今為止的用法相對其他一些歧視語來說（如nigger，黑鬼）還是很溫和的。
從外觀上來講，這類人看起來像典型的“英格蘭人”：身材瘦長，膚色蒼白裡透著紅斑。總喝酒所以臉色通常是甜菜紅；由於基因等生理原因，皮膚無法曬成古銅色，最多是曬傷紅：這兩點加在一起產生了另一個貶義詞“redneck”（直譯：紅脖子），用來形容在戶外辛苦工作被曬得通紅的白人，而這種白人一般都是下層社會的工人或農民，所以“redneck”就是“鄉巴佬、沒文化的下等白人”等意思。

## 近年
近年來美國保守和宗教勢力一直在没落，很多WASP唯有從基督教基要主義出發，反對墮胎、同性婚姻甚至同性戀等爭議事務，希望能夠“恢復美國式的生活”。這些美國人是共和黨的重要支持者，共和黨也一直將實現他們的價值觀作為自己的目標之一。

## 伸延閱讀
（英文版的參考書目）
- Allen, Irving Lewis: Unkind Words: Ethnic Labeling from Redskin to Wasp (NY: Bergin & Garvey, 1990)
- Cookson, Peter W.; Persell, Caroline Hodges: Preparing for Power: America's Elite Boarding Schools (NY: Basic Books, 1985)
- Davidson, James D.; Pyle, Ralph E.; Reyes, David V.: "Persistence and Change in the Protestant Establishment, 1930-1992"; Social Forces, Vol. 74, No. 1. (Sep., 1995), pp. 157-175.
- Pyle, Ralph E.: Persistence and Change in the Protestant Establishment (Westport, CT: Praeger, 1996)